# Moultonborough
Moultonborough è un comune degli Stati Uniti d'America facente parte della contea di Carroll nello stato del New Hampshire.